# Temmincks miervogel
De Temmincks miervogel (Drymophila malura) is een zangvogel uit de familie Thamnophilidae (miervogels). De naam verwijst naar de Nederlandse zoöloog Coenraad Jacob Temminck die deze vogel in 1825 geldig heeft beschreven.

## Verspreiding en leefgebied
Deze soort komt voor in zuidoostelijk Brazilië, oostelijk Paraguay en noordoostelijk Argentinië (Misiones).

## Status
De grootte van de populatie is niet gekwantificeerd maar de soort wordt omschreven als vrij algemeen maar met een versnipperde verspreiding. Op de Rode lijst van de IUCN heeft deze soort de status niet bedreigd.